# Andy Denzler
Pour les articles homonymes, voir Denzler.
Andy Denzler né le 3 août 1965 à Zurich est un peintre suisse.
Sa technique de travail consistant à déformer la surface de l'image fraîchement peinte caractérise l'ensemble de son œuvre en peinture, gravure, sérigraphie, sculpture et dessin.

## Biographie

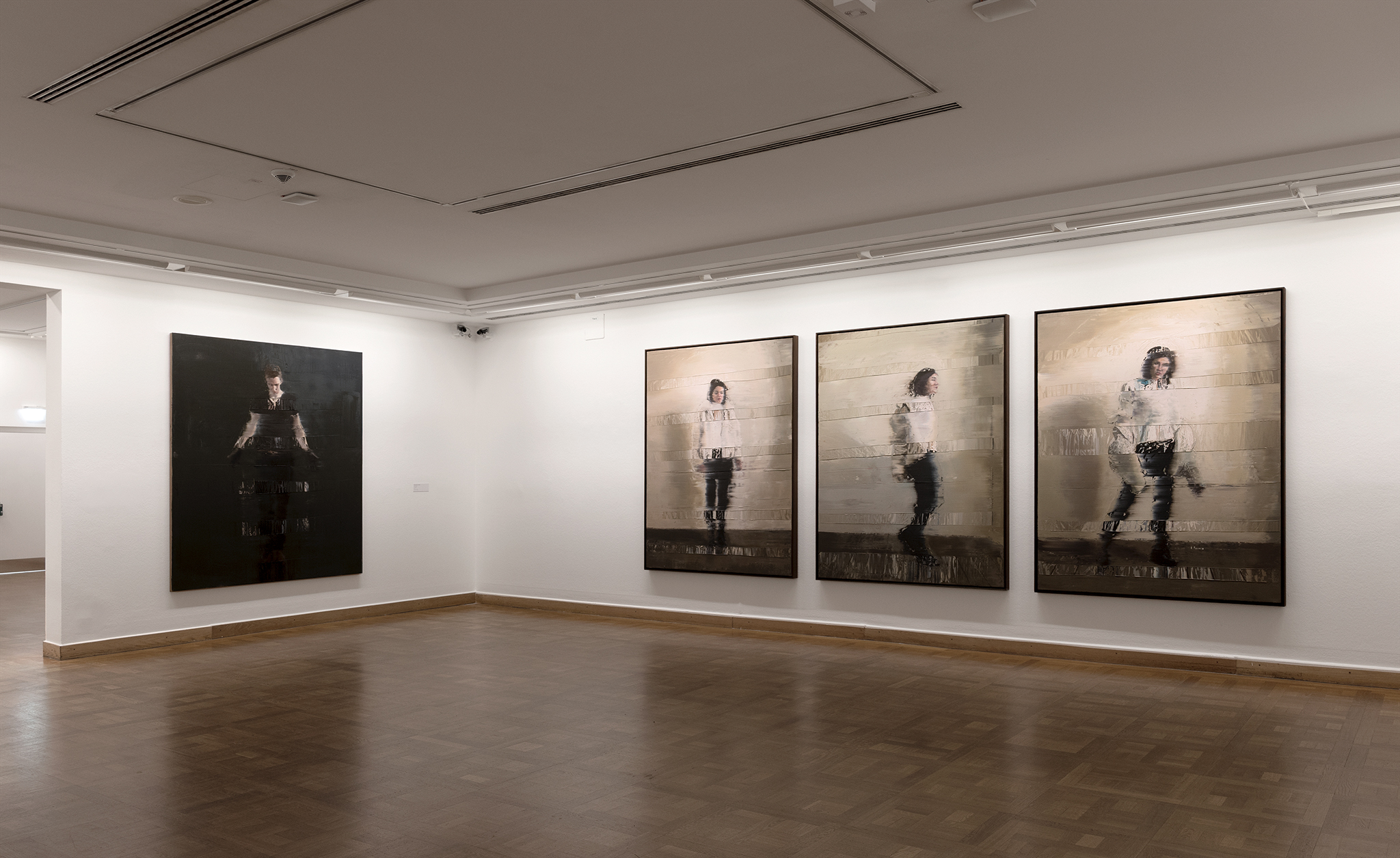
Vue d'ensemble de l'exposition d’Andy Denzler au Kunstforum Wien à Vienne en 2018.

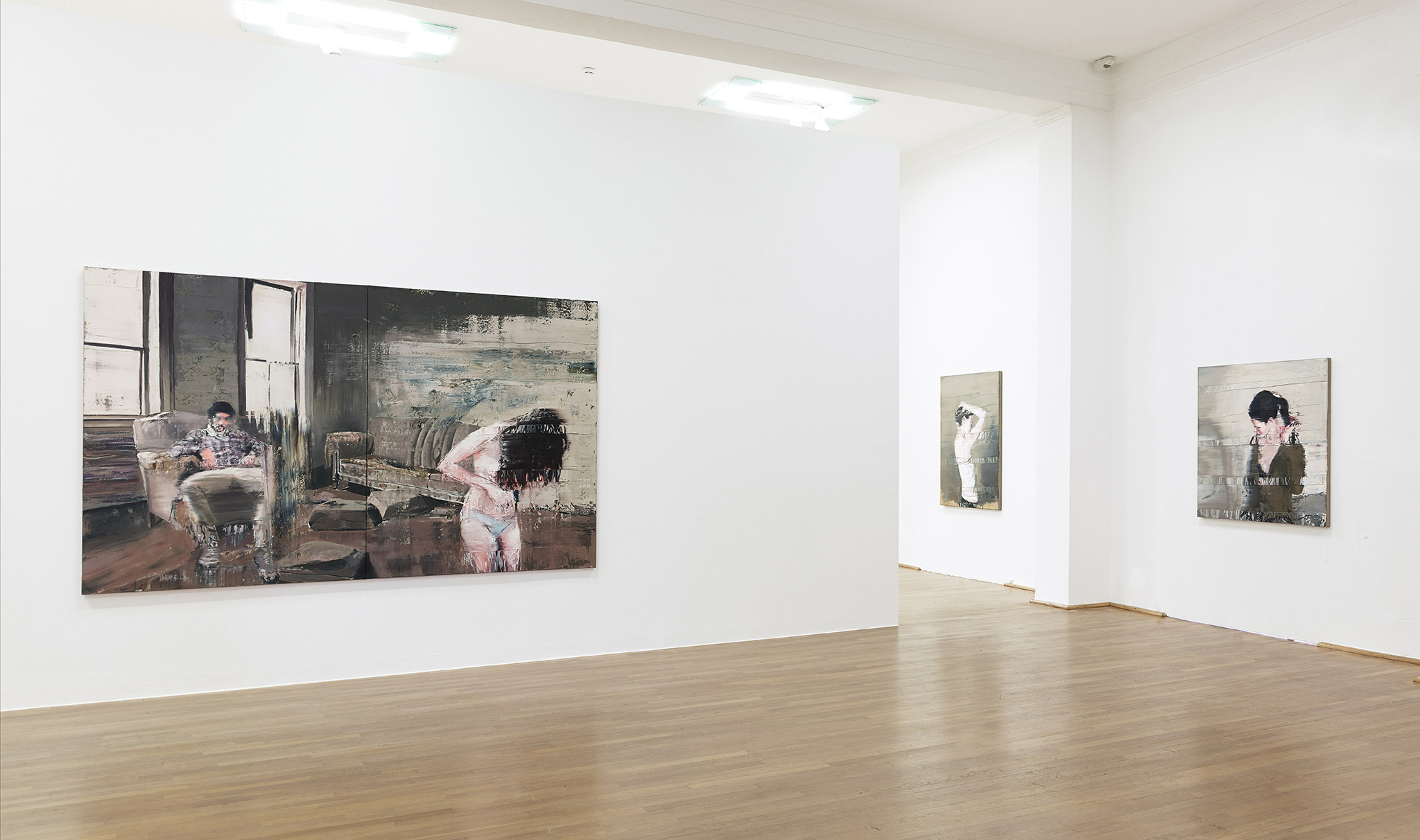
Vue d'ensemble de l'exposition d’Andy Denzler au à Coblence en 2014.

Andy Denzler étudie à la F+F Schule für Kunst und Design de Zurich, puis à l'UCLA de Los Angeles et à l'Art Center College of Design de Pasadena. En 2006, il a obtenu un mastère en beaux-arts du Chelsea College of Art and Design à Londres. Il vit et travaille à Zurich.
Son travail est présenté dans différents musées, institutions et galeries à travers le monde,. Il fait notamment partie des collections du musée d'Art de Denver, du Musée d'art contemporain de Montréal au Canada, du David Roberts Art Foundation (en) à Londres, du musée d'Art de Tel Aviv, du musée d'Art moderne de Moscou, de la Maison-Blanche à Washington, de la Kunsthalle Würth (de) à Schwäbisch Hall, de la Burger Collection à Hong Kong, de la White Cube Collection à Londres, de la Sammlung Alison & Peter W. Klein (de) à Stuttgart et du Kunsthalle Rostock.
« J’introduis les notions de temps et de mouvement dans mes tableaux par l’usage de ces mêmes notions. J’utilise une technique Alla Prima, en peignant mouillé sur mouillé ; je dois contrôler la vitesse du processus de peinture car le temps est limité avant que la matière ne sèche » explique Denzler. « C’est un processus très radical ». Sous la surface de l’image volontairement floutée par des stries de peinture, les tableaux de Denzler fluctuant entre l’abstraction et la réalité, apparaissent comme si le temps s’était momentanément arrêté. Il utilise de la peinture à l’huile classique pour appréhender son travail aux confins de la fiction et de la réalité. S'inspirant de la technique mise au point par Gerhard Richter dès les années 1960, il floute la matière appliquée préalablement en couches épaisses à l’aide d’un racloir afin que l’image qui apparaît alors sur la toile devienne comparable à un flou cinétique ou à un enregistrement vidéo défaillant. Le temps s’arrête. Ses tableaux sont des instantanés de moments, des mouvements flous, des images arrêtées qui se situent entre photoréalisme et expressionnisme abstrait. Dans ses peintures, Denzler fait fréquemment allusion à notre époque de nouveaux médias ou tout est publique et accessible. 

## Réception critique
- « Les effets de distorsion sont les caractéristiques majeures de toutes ses toiles. Ils laissent une étrange sensation de disparition sur ses œuvres. » ― Laure, Beware!, 23 mai 2013[5].
- « Les nouveaux tableaux de Denzler rassemblent la précision et la nostalgie du réalisme et le dynamisme audacieux et l’énergie de l’abstraction gestuelle. En créant des moments mystérieux, étranges et parfois inconfortables, l’artiste invite le public à pénétrer son univers intime et voyeuriste. Connu pour son style unique, ses bandes épaisses de pigment qui strient ses toiles formant des sortes de larges rubans abstraits – des points saccadés qui font ressortir une énergie visuelle mais suggèrent que certains détails ont été perdus dans le brouillard de la mémoire, du temps et de l’espace. » ― Wall Street International Magazine/Arts, 24 janvier 2014[6].
- « Andy Denzler permet aux couleurs d’interagir et converger, une technique qu’il exécute rapidement avec beaucoup d’attention. La distorsion altère l’image : le sujet déformé apparaît maintenant comme observé à travers une fenêtre amenant ainsi un certain sens de l’aliénation. » ― Milena Kodratoff, Le Beau Bug, 9 mai 2016[7].
- « Son style unique fusionne photo-réalisme avec abstraction. Il obtient ce rendu en alternant des détails figés de l’œuvre avec des bandes horizontales floues obtenues par balayages de pinceau. » ― Journal du design France, 16 juin 2016[8].
- « À l’inverse de beaucoup de ses contemporains, Denzler ne copie pas directement ses photographies sur ses toiles pour créer une base à son travail. Il peint à main levée et utilise la photographie comme référence, accumulant de nombreuses couches successives de peinture. Lorsqu’il obtient une « peinture parfaite », il la décompose pour ne laisser que des traces de ce qu’elle a été. L’image qui reste, audacieusement striée par des lignes horizontales faites par une spatule qu’il racle au travers de la toile devient semblable à l’image créée par une vidéo dont on a interrompu le fil, donnant ainsi au spectateur l’impression que quelque chose s’est passé avant et que quelque chose va se passer après. Ce qu’il reste est un moment transitoire mais captif. » ― Katie Cowan, « Fragmented Identity: Andy Denzler's blurred and frenzied artworks of distorted moments », Creative Boom, 14 juin 2017[9].
- « Dans un monde fasciné par la haute définition et l’extrême résolution, les peintures photoréalistes distordues d’Andy Denzler offrent une alternative à notre réalité en papier glacé. Avec sa volonté de repousser les limites entre abstraction et photoréalisme, l’artiste capture la vie quotidienne, reflétant ses moments intimes. » ― Katie Shuff, Schön! Magazine, no 31, novembre 2019[10].

## Expositions

### Biennales
- 2016 :
  - Not New Now, Biennale de Marrakech 6, Marrakech, Maroc.
  - Memory and Dream, 6e Biennale internationale d'art de Beijing.

### Expositions personnelles
- 2002 : White Paintings, Ruth Bachofner Gallery, Los Angeles.
- 2004 : Blur Motion Abstracts, Ruth Bachofner Gallery, Los Angeles.
- 2005 : American Paintings, Kashya Hildebrand, New York.
- 2006 :
  - Fusion Paintings, Ruth Bachofner Gallery, Los Angeles ;
  - Moon Safari, Chelsea College, University of the Arts, Londres.
- 2007 :
  - Blur Motion Paintings, Galerie von Braunbehrens, Munich ;
  - Insomnia, Galeria Filomena Soares, Lisbonne.
- 2008 :
  - Short Cuts, Fabian & Claude Walter Galerie, Zurich ;
  - A Day at the Shore, Ruth Bachofner Gallery, Los Angeles.
- 2009 : Motion Paintings, Galerie von Braunbehrens, Munich.
- 2010 :
  - The Human Nature Project, schultz contemporary, Berlin ;
  - Distorted Fragments, Art + Art Gallery, Moscou.
- 2011 :
  - Interiors, Fabian & Claude Walter Galerie, Zurich ;
  - Freeze Frame, Michael Schultz Gallery, Séoul ;
  - Dissonance and Contemplation, Claire Oliver Gallery, New York.
- 2012 :
  - Interior/Exterior, Galerie Michael Schultz, Berlin ;
  - The Sounds of Silence and Distortion, Claire Oliver Gallery, New York ;
  - Shifting Landscapes, Kunsthalle Dresden ;
  - Developing Landscapes, Gwangju Art Museum, Gwangju, Corée.
- 2013 :
  - Empire INC., Kunsthalle Rostock, Rostock ;
  - Dissolution & Resolution, Kunstraum Osper, Cologne.
- 2014 :
  - Distorted Moments, Ludwig Museum, Coblence ;
  - The Forgotten Palace, Budapest Art Factory, Budapest ;
  - Under my Skin, Fabian & Claude Walter Galerie, Zurich ;
  - Between the Fragments, Claire Oliver Gallery, New York.
- 2015 :
  - Breakfast with Velázquez, schultz contemporary, Berlin ;
  - Just Another Day in Paradise, Brotkunsthalle, Vienne ;
  - Sequences, Opera Gallery, Genève ;
  - Figures & Interiors, Ludwiggalerie Schloss, Oberhausen.
- 2016 :
  - Random Noise, Fabian & Claude Walter Galerie, Zurich ;
  - Between Here and There, Opera Gallery, Londres.
- 2017 :
  - Fragmented Identity, Opera Gallery, Monaco ;
  - Fragmented Figures, schultz contemporary, Berlin.
- 2018 :
  - Human Perspectives, Opera Gallery, Zurich ;
  - The Dark Corner of the Human Mind, Kunstforum Wien, Vienne ;
  - The Painter’s Room, Opera Gallery, Paris.
- 2019 :
  - Paintings of Disruption, Opera Gallery, Séoul ;
  - Introspection, Opera Gallery, New York.